# Alluaudia comosa
Alluaudia comosa ist eine Pflanzenart aus der Gattung Alluaudia in der Familie der Didiereaceae. Das Artepitheton comosa bedeutet ‚schopfig, mit Schopf‘.

## Beschreibung
Alluaudia comosa wächst als dicht bedornter und verzweigter Strauch. Dabei erreichen die Pflanzen Wuchshöhen von 2 bis 6 Metern. Die grauen und einzeln stehenden Dornen sind an der Basis rund und 1,5 bis 3,5 Zentimeter lang. Die einzeln oder zu zweit stehenden fleischigen Blätter sind verkehrt eiförmig bis halbrundlich geformt. Sie werden 10 bis 22 Millimeter lang und 10 Millimeter breit und sind manchmal mit einer abgerundeten Spitze versehen.
Die weißen Blüten erscheinen zu 5 bis 10 Einzelblüten in Dolden. Die abgeflachten und eiförmigen Früchte sind 20 bis 25 Millimeter lang und bis 16 Millimeter im Durchmesser.
Die Chromosomenzahl beträgt {\displaystyle 2n=48}.

## Verbreitung, Gefährdung und Systematik
Alluaudia comosa ist im Südwesten und Süden von Madagaskar, in der Gegend zwischen Toliara und Taolanaro auf Kalkstein verbreitet. Die Art steht auf der Roten Liste der IUCN und gilt als gefährdet (Vulnerable).
Die Erstbeschreibung von Alluaudia comosa erfolgte als Didierea comosa 1901 durch Emmanuel Drake del Castillo. Im Jahr 1903 stellte der gleiche Autor die Art in die von ihm neu aufgestellte Gattung Alluaudia.